# Servicio Meteorológico de Cataluña
El Servicio Meteorológico de Cataluña (SMC, en catalán Servei Meteorològic de Catalunya), también denominado Meteocat, es una empresa pública adscrita al Departamento de Acción Climática, Alimentación y Agenda Rural de la Generalidad de Cataluña, encargada de gestionar los sistemas de observación y predicción meteorológicos en Cataluña.

## Historia
El 31 de marzo de 1921, el Consejo Permanente de la Mancomunidad de Cataluña aprobó el Decreto que establecía la creación del Servicio Meteorológico de Cataluña, y Eduard Fontserè i Riba fue nombrado director. La Mancomunidad asumió los gastos de funcionamiento e instalación, y el Servicio quedó bajo la dependencia científica del Instituto de Estudios Catalanes.
La sede del Servicio ocupaba el piso superior del edificio del reloj de la Escuela Industrial. Desde allí, recogía y trataba tanto la información suministrada por los observadores voluntarios como la información recibida de la España y los organismos internacionales que llegaban a través de la telegrafía inalámbrica. Fontserè asistió, en representación del SMC, a diversas Conferencias Internacionales de Directores de Servicios Meteorológicos como miembro del máximo organismo rector de la Conferencia de Directores de la Organización Meteorológica Internacional.
Desde 1922 el SMC elaboró una previsión diaria del tiempo, que se daba a conocer en edificios públicos y las centrales comarcales de la Mancomunidad. Desde 1927 retransmitió la información sobre el estado del tiempo y la predicción para Cataluña través de Radio Barcelona, siendo una experiencia pionera en España y en Europa.
Durante sus 17 años de existencia, el antiguo Servicio dio un impulso importante a la meteorología en Cataluña y, con algunos de sus trabajos de carácter científico, adquirió cierto prestigio internacional. Entre sus trabajos de la época destacan la participación en la elaboración de la Atlas Internacional de las Nubes y los Estados del Cielo, la contribución a la Año Polar Internacional (1932-33) con la creación de dos observatorios de alta montaña en San Jerónimo (Montserrat) y el Turó de l'Home (Montseny), y el diseño del pluviógrafo de Jardí. En 1939 con el inicio del régimen franquista, sin embargo, el SMC fue suprimido y sus archivos y dependencias requisados.
Posteriormente, el Estatuto de Autonomía de Cataluña de 1979, recogiendo la larga tradición meteorológica de Cataluña, atribuyó a la Generalidad de Cataluña, en su artículo 9.15, competencia exclusiva sobre el SMC sin perjuicio de lo dispuesto en el artículo 149.1.20 de la Constitución. Respondiendo a este punto del Estatuto, en 1996 el Consejo Ejecutivo de la Generalidad de Cataluña creó el Servicio de Meteorología de Cataluña como órgano administrativo adscrito a la Dirección General de Calidad Ambiental del entonces Departamento de Medio Ambiente.
Los archivos del antiguo SMC fueron devueltos a la Generalidad de Cataluña en 1983. Años más tarde, este fondo, que contiene datos meteorológicos, documentos administrativos, correspondencia y abundante documentación gráfica, fue catalogado y desde el año 2003 se conserva y está a disposición del público en la Cartoteca del Instituto Cartográfico de Cataluña.
La aprobación de la Ley 15/2001, de 14 de noviembre, de meteorología, supuso el restablecimiento del Servicio Meteorológico de Cataluña como entidad con personalidad jurídica propia. El artículo 144.5 de la Estatuto de Autonomía de Cataluña de 2006, dando continuidad a las leyes anteriores, menciona que corresponde a la Generalidad el establecimiento de un servicio meteorológico propio, indicando a continuación otras competencias de la Generalidad en materia de meteorología.

## Funciones
Tal como dispone el artículo 4 de la Ley 15/2001, de 14 de noviembre de meteorología, son funciones del Servicio Meteorológico de Cataluña:
- Asistir las administraciones y las instituciones que necesitan información meteorológica y climática y colaborar.
- Establecer colaboraciones, en su caso, con la autoridad meteorológica del Estado y con el resto de instituciones autonómicas, estatales, europeas o internacionales que cumplan funciones meteorológicas, con vistas a lograr una información meteorológica de calidad en la ámbito de Cataluña, y firmar con estas instituciones, para el ejercicio de competencias concurrentes, convenios de colaboración que eviten la duplicidad de servicios.
- Gestionar y mantener la Red de Equipamientos Meteorológicos de la Generalidad de Cataluña (Xemec).
- Tratar, explotar y divulgar los datos procedentes de los equipamientos meteorológicos.
- Explotar y gestionar la base documental proveniente del Servicio de Meteorología del Departamento de Medio Ambiente.
- Mantener la Base de datos meteorológicos de Cataluña.
- Participar en la elaboración de la cartografía climática de Cataluña.
- Programar, implantar y gestionar un sistema de predicción y seguimiento de fenómenos meteorológicos, y hacer la explotación y la difusión en el ámbito territorial de Cataluña.
- Pronosticar, vigilar y hacer el seguimiento de las situaciones meteorológicas de riesgo, en coordinación con el Centro de Emergencias de Cataluña (CECAT), en orden a mejorar la eficacia de las actuaciones pertinentes y asegurar su comunicación a los usuarios que pueden resultar afectados, mediante el sistema de avisos que se determine por vía reglamentaria.
- Prestar permanentemente, cuando se prevean situaciones meteorológicas de riesgo, asesoramiento meteorológico oficial a las diferentes administraciones e instituciones competentes en materia de protección civil en Cataluña y colaborar en estos casos, en su caso, con la autoridad meteorológica del Estado.
- Promover actividades de investigación en materia de meteorología y climatología y favorecer el desarrollo de productos y servicios en este ámbito.
- Organizar actividades de formación y difusión en el ámbito de la meteorología.
- Realizar estudios para mejorar el conocimiento del clima y de la meteorología en Cataluña.
- Asesorar y asistir a los diferentes organismos públicos en los aspectos relacionados con el estudio del clima y del cambio climático, en coordinación con los organismos competentes en esta materia.
- Asesorar y asistir las administraciones públicas competentes, y colaborar, en materia de vigilancia y predicción de fenómenos y episodios de contaminación atmosférica.
- Analizar y vigilar las características de la columna de ozono en Cataluña con relación a la evolución del ozono estratosférico, e informar a la población.
- Estudiar y analizar el cambio climático en Cataluña y participar y colaborar en las investigaciones que sobre esta materia llevan a cabo varios grupos en Cataluña.